# Aphoebantus dentei
Aphoebantus dentei är en tvåvingeart som beskrevs av Andretta och Carrera 1952. Aphoebantus dentei ingår i släktet Aphoebantus och familjen svävflugor. Inga underarter finns listade i Catalogue of Life.